# 도라노몬 힐스
도라노몬 힐스(일본어: 虎ノ門ヒルズ)는 일본 도쿄도 미나토구 도라노몬에 있는 초고층 빌딩이다.

## 갤러리

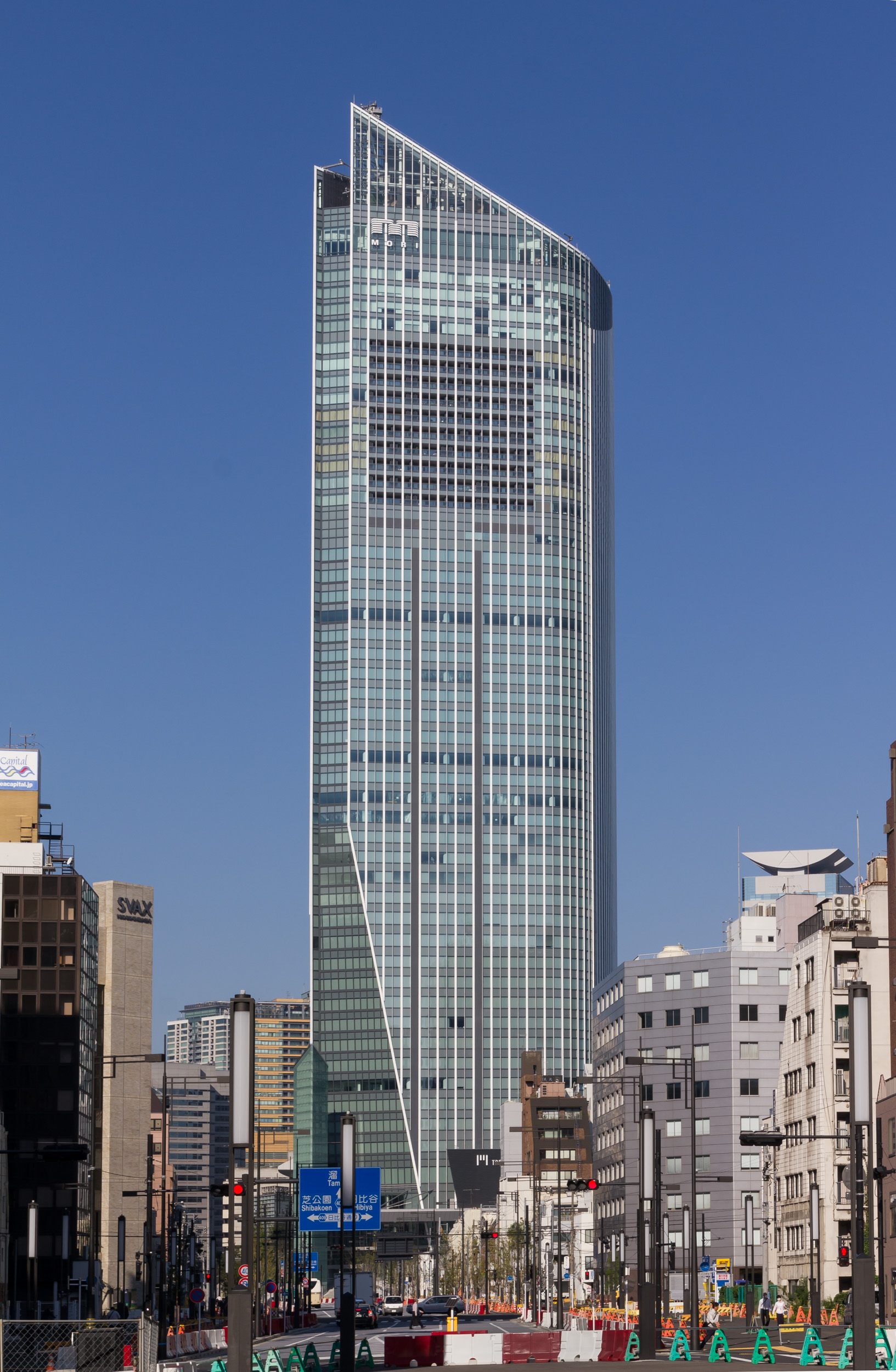

## 같이 보기
- 일본의 마천루 목록
- 도쿄도의 마천루 목록